# Irène Tassembédo
Irène Tassembédo, née le 19 août 1956, est une danseuse, chorégraphe et actrice burkinabé. Elle fait partie des figures de la chorégraphie contemporaine en Afrique. Elle a développé un travail chorégraphique original, fondé sur une expérience qui va de la danse africaine, découverte  à Ouagadougou, à la chorégraphie moderne, par son passage à  l'école Mudra créée par Maurice Béjart à Dakar, ou au théâtre contemporain à travers ses collaborations avec le metteur en scène Matthias Langhoff. Son ouverture vers l’ensemble des techniques de la danse et vers les autres disciplines des arts vivants lui ont ouvert une carrière multidisciplinaire de chorégraphe et d’enseignante en Europe et à travers le monde, mais aussi de comédienne au théâtre, au cinéma et à la télévision. Elle a une école de danse à Ouagadougou appelée EDIT (école de danse Irène-Tassembedo).

## Biographie

### Formation
Elle découvre la danse traditionnelle à Ouagadougou, puis est formée à la danse européenne contemporaine, avec Germaine Acogny, à l'école Mudra, créée par Maurice Béjart à Dakar, au sein de la première promotion de cette école lors de son implantation en Afrique : « J'ai eu la chance d'avoir des parents ouverts, qui acceptaient que je m'intéresse à la danse et m'ont laissé partir trois ans à Dakar, de 1977 à 1980 »,.

### Premières créations

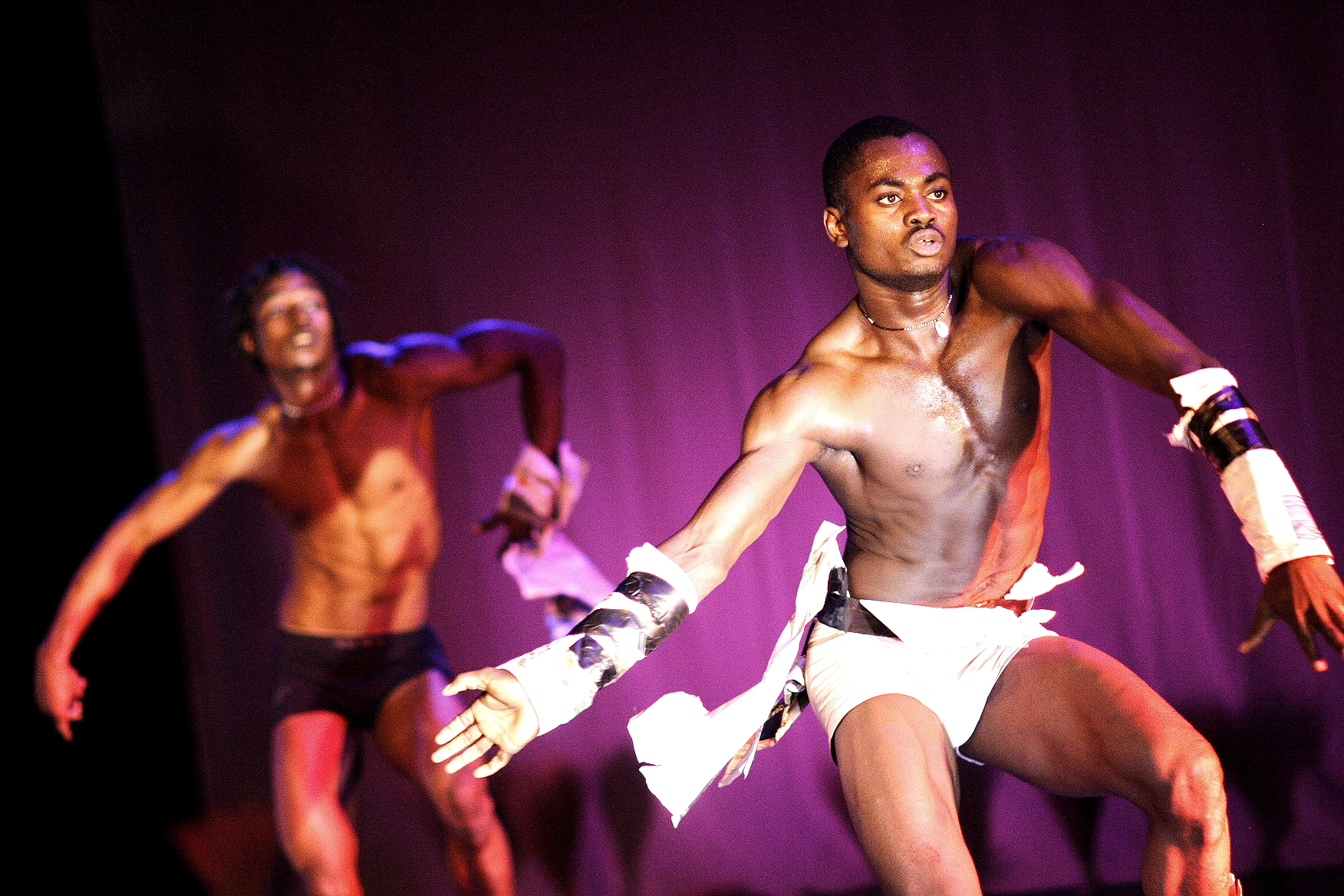
Le Sacre du Tempo, 2008

À la suite de cette formation, elle s’installe dans un premier temps en Europe comme danseuse, au début des années 1980. Elle revient pour autant régulièrement au Burkina Faso, et anime également des ateliers dans différentes villes aux États-Unis et en Europe. En  1988, elle crée la Compagnie Ébène  à Paris, avec laquelle elle tourne dans différents pays pour présenter son travail de chorégraphe. Elle monte successivement, avec cette compagnie, Fusion en 1988, Diminoïda en 1989, participe à la Caravane d’Afrique du sommet de la francophonie, à Paris en 1991, puis présente Yenenga, toujours  à Paris, en octobre 1992. Même si ses propositions ne correspondent pas toujours aux attentes des propriétaires de salle et des organisateurs d’événements, les représentations  suscitent l’intérêt. « Les revues raphia  [revues de danse avec une dérisoire jupette de raphia ] et seins nus, il n'y a que ça qui marche et qui rapporte », indique-t-elle en 1994 à un journaliste, mais  « la danse néo-folklorique ne m'intéresse pas. Je suis née dans une grande ville, à Ouagadougou, mes chorégraphies sont urbaines.  Elles parlent d'aujourd'hui. Je m'oppose tout autant à l'autre vision de la danse africaine : le document ethnographique, livré avec un décodeur ! ». En 1993, elle se rend avec sa compagnie au premier  marché des arts et spectacles africains à Abidjan, est remarquée et sélectionnée pour la biennale de la danse de Lyon, en 1994, et se construit progressivement une notoriété comme chorégraphe.
Dans la même année 1988 où elle lance à Paris la compagnie Ébène, elle travaille aussi dans son pays natal sur la mise en place du Ballet national du Burkina Faso : « Avant, il n'y avait que des troupes locales. On a réuni des danseurs venus des différentes provinces du Burkina, chacun a appris les danses qu'il ne connaissait pas », explique-t-elle.
Dans ces mêmes décennies, la fin des années 1980, les années 1990 et 2000, elle est également actrice au cinéma, à la télévision et au théâtre  (notamment avec Matthias Langhoff  pour qui elle joue à Rennes, Epidaure ou Berlin),.

### Les années de consécration

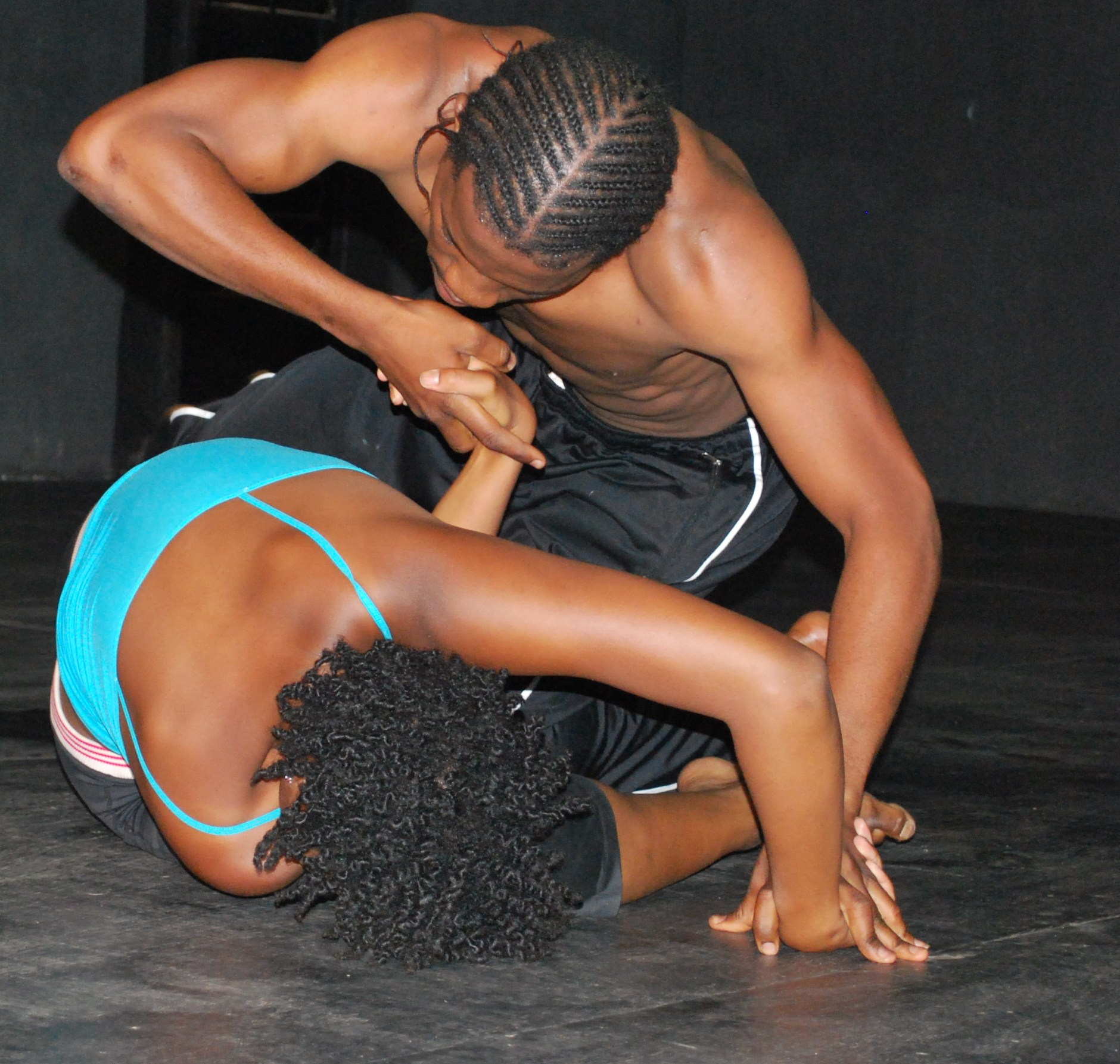
Triptyque, 2010

Créé en mars 1996 à Brazzaville, Wakatti, ballet pour quatorze danseurs et musiciens, rencontre un même succès en Europe et en Afrique, combinant et métissant les cultures.
Pour le Festival Olympique des Arts (programme culturel des  jeux olympiques d'été), Irène Tassembedo crée Trouble à Atlanta en juillet 1996, avec la Compagnie Ballethnic d’Atlanta. Elle enchaîne les créations, avec notamment en juin 1997, au Parc de la Villette à Paris, Mousso Kassi (les pleurs de la femme), un ballet pour six danseuses, représenté ensuite en tournée en Europe, sur le continent africain et en Océanie.
En 2000, elle reçoit en France le prix SACD de la chorégraphie,. La même année, elle réalise avec Matthias Langhoff  la mise en scène de Prométhée enchaîné, d'Eschyle, à Ouagadougou. Cette coproduction franco-burkinabé associe neuf élèves de l'école du Théâtre national de Bretagne, des comédiens et des musiciens  locaux, ainsi que des danseurs du Ballet national. La première  représentation permet aussi d'inaugurer le Cenasa, le Centre national des arts du spectacle et de l'audiovisuel, à Ouagadougou. Cette salle abrite à partir de cette date le Ballet du Burkina Faso et l'Orchestre national. L’inauguration se fait en présence du président de la République, du premier ministre, et des personnalités du monde politique et  du monde de la culture du Burkina Faso.
En 2001, elle crée, au Théâtre de la Tempête à la Cartoucherie de Vincennes, Mousso Ka Miriya, une pièce pour six danseuses et comédiennes, sur le thème de la féminité et de la condition féminine, représentée au Théâtre international de langue française à La Villette et en tournée européenne en 2002.
C’est ensuite l’esthétique du corps noir, et l’esclavage, qui sont interrogés dans Souffles, pièce pour sept danseurs masculins et quatre musiciens, créée en 2003 au Théâtre International de Langue Française à La Villette, représentée au Musée Dapper à Paris et en tournées internationales en Afrique de l’Ouest et en Europe de 2004 à 2007. En novembre 2004, elle  crée une comédie musicale inspirée du personnage de Carmen de Mérimée, transposé dans l’Afrique contemporaine. Pour cette pièce, Carmen Falinga Awa, la chorégraphe réunit près de quarante artistes d’Afrique de l’Ouest francophone, chanteurs, danseurs, comédiens et musiciens autour d’une chorégraphie, d’une musique et de textes originaux. La première représentation est effectuée au sommet de la francophonie de Ouagadougou.
À la suite d’une résidence d’enseignement à l’Institut des Arts de l’Université de Butare (Rwanda) dans le cadre d’un programme de renforcement des capacités en matière d’arts du spectacle et de travail sur la mémoire du génocide des Tutsis au Rwanda, elle crée en 2005 avec un groupe de danseurs une pièce inspirée de l’histoire récente du pays et des traumatismes qui en résultent. Cette pièce intitulée Des Espoirs est créée et représentée à Paris, au Tarmac de la Villette, en août 2005, puis représentée au Rwanda en 2006. Depuis 2022, elle est l'initiatrice et la directrice artistique du festival de court métrage "Ouaga côté court".

### Le retour au pays natal

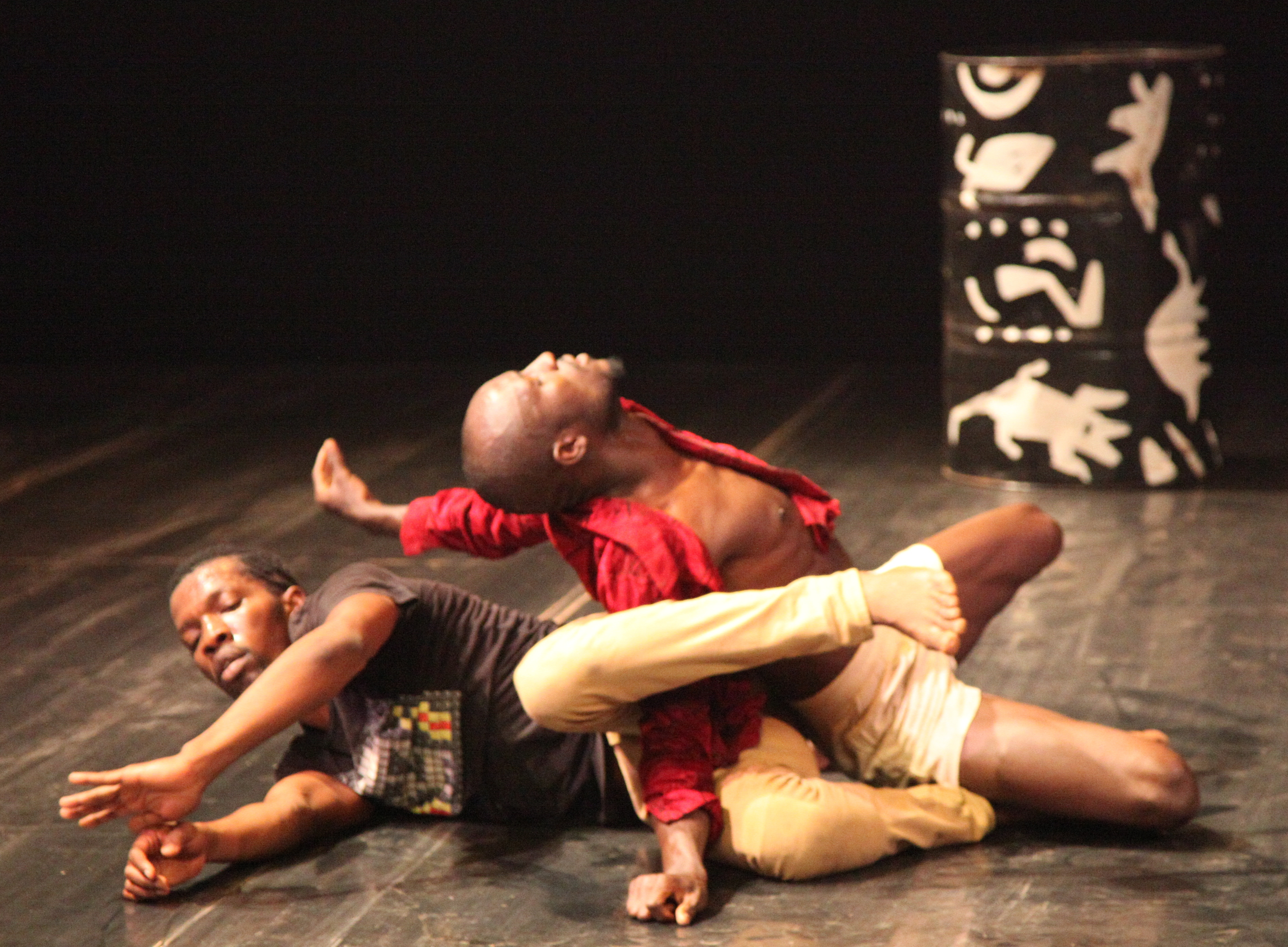
Allah Garibou, 2010

Irène Tassembédo se réinstalle en 2007 au Burkina Faso, son pays d’origine, riche de son parcours artistique qu’elle souhaite transmettre aux danseurs, chorégraphes et autres artistes du continent africain. Elle y poursuit la création chorégraphique avec sa compagnie, rebaptisée Compagnie Irène Tassembédo, et se produisant régulièrement au Fespaco,. Elle travaille au développement de nouveaux projets culturels, tel que l’École de Danse internationale Irène Tassembédo (EDIT), qu'elle  crée en octobre 2009 à Ouagadougou, pour y former une nouvelle génération.
Elle s’ouvre à la mise en scène de théâtre (Les Bacchantes d'Euripide, 2012), puis à la réalisation cinématographique (Kokoko, Afférage.com, 2015).
Dans le cadre de son travail de valorisation du patrimoine chorégraphique africain, elle crée en janvier 2013 le Festival International de Danse de Ouagadougou / Ouagadougou International Dance Festival (OIDF / FIDO), un festival de danse qui vise à promouvoir et à valoriser les différentes  formes de danse du continent africain et des diasporas africaines dans le monde. Le FIDO rassemble vingtaine de compagnies de danse du monde entier et près de 5000 spectateurs chaque année fin janvier. Le FIDO est également un espace de rencontre professionnelle, de promotion et d’expression des jeunes artistes danseurs et chorégraphes africains. En 2016, elle assure la coordination de la Triennale « Danse l’Afrique danse à Ouaga ! », un événement géré par l’Institut Français et se déroulant cette année-là à Ouagadougou.
Sa plus récente pièce chorégraphique, créée en janvier 2018 pour l’ouverture de la 6ème édition du FIDO, qui s’intitule « Gold TTC », est une évocation de la condition très dure des orpailleurs et de la fièvre de l’or qui s’est répandue en Afrique de l’Ouest ces dernières années.
Depuis quelques années, Irène Tassembédo s’est tournée vers la réalisation cinématographique.

## Filmographie

### Actrice
Cinéma
- 2000 : Sans Plomb de Muriel Téodori
- 1996 : Anna Oz de Éric Rochant : L'africaine
- 1996 : Le Plus Beau Métier du monde de Gérard Lauzier : Madame Keita
- 1992 : Un, deux, trois, soleil de Bertrand Blier : Gladys Boigny
- 1992 : Samba Traoré de Idrissa Ouédraogo (Ours d’argent, Festival de Berlin) : Binta

Télévision
- 2006-2007 : Équipe médicale d'urgence, (série TV )  6 épisodes, France 2 : Marie-Louise
- 2002 : La mort est rousse, téléfilm de Christian Faure : Zoé
- 2001 : Joséphine, ange gardien (série TV) - épisode « Romain et Jamila  » : Awa
- 1999 : La Crèche, série de téléfilms de Jacques Fansten
- 1996 : Adorable petite bombe, téléfilm de Philippe Muyl : Marylin
- 1995 : Navarro (série TV)
  - épisode « Les aventures de Mme Pétlé »  de Camille de Casabianca
  - épisode « Coup bas »  de  Marc Angelo : Zohra
- 1994 : Navarro (série TV) 
  - épisode « Froid devant! » de Nicolas Ribowski : Queen Zaza
  - épisode « L’avocate » de Philippe Lefèvre
- 1990 : Salut les Homards, série 60 épisodes, TF1.
- 1987 : Bac ou mariage de Jean Rouch.
- 1984-1985 : Waka-Waka de David Pharao (sélection officielle, Festival de Chamrousse),

### Réalisatrice
- 2009 : Mousso Déni, court métrage docufiction, réalisation Irène Tassembédo
- 2015 : Kokoko Afférage.com, long métrage de fiction, réalisation Irène Tassembédo
- 2017 : Ça tourne à Ouaga, court métrage de fiction.
- 2020: La traversée, Long métrage de fiction. Prix du jury  au FESPACO 2021

## Théâtre
Metteuse en scène
- 2012 : Les Bacchantes, INJEPS de Ouagadougou, Burkina Faso

Chorégraphie et assistanat à la mise en scène
- 1999-2000 : Prométhée enchainé, mise en scène de Matthias Langhoff, production du Ministère de la Culture du Burkina Faso, coproduction du Théâtre National de Bretagne, création à Ouagadougou en janvier 2000.
- 1999 : Les Trachiniennes, mise en scène de Matthias Langhoff, Deutsch Theater de Berlin.
- 1998 : Femmes de Troie, mise en scène de Matthias Langhoff, Théâtre National de Bretagne.
- 1997 : Les Bacchantes, mise en scène de Matthias Langhoff, Théâtre National de Salonique et Festival d’Epidaure.

Comédienne
- 1994-95 : Philoctète, Matthias Langhoff, Théâtre National de Bretagne.
- 1987 : La Vénus à la fourrure, de Sacher Masoch, mise en scène de Philippe Adrien, Théâtre de la Tempête.
- 1982-1983 : L’homme de la Navy et New York Blues écriture et mise en scène de David Pharao, Théâtre Fontaine, Palais des Glaces. Tournée africaine.
- 1981 : Artorex, Institut Hermann Therlink, Anvers.
- 1978-1980 : Alofo / La cuillère sale / Sitrog, Théâtre Sorrano, Dakar, MUDRA.
- 1977 : Alamasson, Festival des Arts Nègres, Lagos.